# 12281 Шомонт
12281 Шомонт (12281 Chaumont) — астероїд головного поясу, відкритий 16 листопада 1990 року.
Тіссеранів параметр щодо Юпітера — 3,342.